# 孫朝讓
孫朝讓（1593年—1682年），字光甫，號九芝，直隸常熟人，明末清初政治人物，進士出身。

## 生平
崇禎三年（1630年）庚午科應天鄉試舉人，崇禎四年（1631年）聯捷辛未科進士，礼部观政，授刑部浙江司主事，歷任刑部江西司员外郎，八年調任泉州府知府，十年丁父忧离职。十三年服除，復任泉州知府，升建南道副使，再晋广东按察使，升江西布政使，未赴任而明朝灭亡，当时年未满五十岁。
入清后，康熙年間再任泉州府知府，后升兴泉永道，福建南道副使。

## 家庭
曾祖孫耒字取益，号小川，太医院職。祖孫七政，字齐之，号三川，所居有西爽楼、清晖馆，蓄古彝鼎书画，客至，觞詠其中。晚年贫甚，皆割去。生二子：孫森、孫林。孫林（1564年-1637年），字子喬，娶陳氏，生朝肃、朝谐、朝让三子。以長子朝肅貴封廣東按察使。